# 酵素抗体法
酵素抗体法（こうそこうたいほう、英: Enzyme labeled antibody method）は、抗体を用いた組織切片の染色法（免疫染色法）の手法。

## 概要
酵素で標識した抗体により、抗原を検出する方法で特異的な免疫反応を用いるので一般に特異性が高い。また酵素は触媒する化学反応によって消費されず、過剰の酵素基質の存在下で、多量の代謝産物を作り出すので、一般に検出感度が高い。標識を直接行う場合と、2次抗体を用いて間接的に行う場合がある。他の物質を標識を用いる方法として蛍光抗体法がある。検出感度を上げるために種々の改良がなされ、最近では、ビオチン-ストレプトアビジンを用いたLSAB法や、チラミド（タイラマイド）を用いたチラミドシグナル増幅法（TSA法、Tyramide Signal Amplifcation）などの改良法で、非常に高い感度を実現できる。光学顕微鏡でも電子顕微鏡でも観察が可能。
- 主に用いられる酵素
- ペルオキシダーゼ (HRP, horseradish peroxidase)
- アルカリホスファターゼ (AP, alkaline phosphatase)
- 手法
  - 間接-ABC (avidin-biotin-peroxidase complex) 法
  - 間接-PAP (peroxidase-anti-peroxidase complex) 法
  - LSAB 法 (labeled streptavidin biotinylated antibody method)
  - 触媒信号増幅法 (catalyzed signal amplification method CSA)
  - 免疫高分子法 (universal immunoenzyme polymer method)

## 歴史
1966年に中根一穂とPierceによって酵素を利用して抗体の結合部位を酵素反応によって発色することにより抗原物質の所在を検出する手法が開発された。